# Lịch sử đương đại
Lịch sử đương đại, là một tập hợp con của lịch sử hiện đại mô tả giai đoạn lịch sử từ khoảng năm 1945 đến nay. Lịch sử đương đại là một tập hợp con của thời kỳ hiện đại muộn, hoặc nó là một trong ba tập hợp con chính của lịch sử hiện đại, bên cạnh thời kỳ tiền hiện đại và cuối thời kỳ hiện đại. Thuật ngữ lịch sử đương đại đã được sử dụng ít nhất là từ đầu thế kỷ 19.
Lịch sử đương đại bị chi phối về mặt chính trị bởi Chiến tranh Lạnh (1945-91) giữa Hoa Kỳ và Liên Xô, với những tác động được cảm nhận trên toàn thế giới. Cuộc đối đầu, chủ yếu được chiến đấu thông qua các cuộc chiến ủy nhiệm và thông qua sự can thiệp vào chính trị nội bộ của các quốc gia nhỏ hơn, cuối cùng đã kết thúc với sự giải thể của Liên Xô và Hiệp ước Warsaw năm 1991, sau các cuộc cách mạng năm 1989. Các giai đoạn sau và hậu quả của Chiến tranh Lạnh đã cho phép dân chủ hóa phần lớn châu Âu, châu Phi và châu Mỹ Latinh. Ở Trung Đông, giai đoạn sau năm 1945 bị chi phối bởi xung đột liên quan đến nhà nước mới của Israel và sự trỗi dậy của chính trị dầu khí, cũng như sự phát triển của Hồi giáo sau những năm 1980. Các tổ chức chính phủ siêu quốc gia đầu tiên, như Liên Hợp Quốc và Liên minh châu Âu, đã xuất hiện trong giai đoạn sau năm 1945, trong khi các đế quốc thực dân châu Âu ở châu Phi và châu Á sụp đổ, năm 1975 đã sụp đổ. Các hình thức phản văn hóa đã trỗi dậy và cuộc cách mạng tình dục đã làm thay đổi các quan hệ xã hội ở các nước phương Tây trong những năm 1960 và 1980, được minh chứng bởi cuộc biểu tình năm 1968. Mức sống tăng mạnh trên khắp thế giới phát triển vì sự bùng nổ kinh tế sau chiến tranh, theo đó các nền kinh tế lớn như Nhật Bản và Tây Đức đã xuất hiện. Văn hóa Hoa Kỳ, đặc biệt là chủ nghĩa tiêu dùng, được lan truyền rộng rãi. Đến thập niên 1960, nhiều nước phương Tây đã bắt đầu phi công nghiệp hóa; Ở các quốc gia này, toàn cầu hóa dẫn đến sự xuất hiện của các trung tâm công nghiệp mới, như Nhật Bản, Đài Loan, Hàn Quốc và Trung Quốc, sau đó xuất khẩu hàng tiêu dùng sang các nước phát triển.
Khoa học đã đạt được những tiến bộ mới sau năm 1945: công nghệ vũ trụ, công nghệ hạt nhân, công nghệ laser và chất bán dẫn được phát triển cùng với sinh học phân tử và di truyền học, vật lý hạt và Mô hình chuẩn của lý thuyết trường lượng tử. Trong khi đó, máy tính đầu tiên đã được tạo ra, tiếp theo là Internet, khởi đầu Thời đại Thông tin.
Vào năm 2020, một đợt bùng phát của virus COVID-19 được ghi nhận lần đầu tiên vào năm 2019 tại Vũ Hán, Trung Quốc đã lan sang các quốc gia khác trở thành đại dịch toàn cầu, gây ra sự gián đoạn kinh tế xã hội lớn trên toàn thế giới, những điều tương tự đã không được nhìn thấy từ đầu (Đại dịch cúm toàn cầu năm 1918-19) và nửa đầu thế kỷ 20 (Thế chiến thứ hai kết thúc vào năm 1945). Nhiều quốc gia đã ra lệnh phong tỏa bắt buộc đối với việc di chuyển và đóng cửa các doanh nghiệp không thiết yếu. Nó được một số nhà bình luận mô tả là sự kiện lớn nhất trong lịch sử thế giới trong thế kỷ 21, thiên niên kỷ mới và ký ức gần đây của lịch sử thế giới. 